# Dragpa Gyatso
Gyaltsab Rinpoché
Tenpe Nyima Dragpa Tenpa Yarpel
Dragpa Gyatso tibétain : གྲགས་པ་རྒྱ་མཚོ, Wylie : grags pa rgya mtsho (1902-1949) est le 11e Gyaltsab Rinpoché. 
Dragpa Gyatso a été identifié par le 15e Karmapa et il a transmis la lignée.